# Spitsvoet
Een spitsvoet is een afwijking aan de stand van de voet, pes equinus genaamd.
Bij een spitsvoet ligt de stand van de voet in het verlengde van het onderbeen. Ongeveer net zoals je op spitzen zou lopen.
Een spitsvoet kan een op zich zelf staande afwijking zijn als gevolg van langdurige bedlegerigheid zoals in een ziekenhuis. In dat geval kan een spitsvoet voorkomen worden door een dekenboog of voetspalk of door oefeningen te doen. 
Een spitsvoet kan echter ook een onderdeel van een ziekte zijn zoals een zenuwaandoening of spierziekte waarbij de kuitspieren en pezen zich overmatig aanspannen of juist verkort zijn. Vaak is een verkorte achillespees de schuldige. Ook kan een spitsvoet veroorzaakt worden door spastische verlamming, posttraumatische dystrofie of een aangeboren afwijking. Als de spitsvoet veroorzaakt wordt door een zenuwaandoening kan een peroneusveer tot de behandeling behoren. De peroneusveer is een veer aan de buitenkant van de schoen, bij het lopen trekt deze veer de voet weer omhoog. 
In het uiterste geval kan een chirurg door een operatie in het onderbeen of voet de voet weer in normale stand brengen. Hierna zal loopgips en fysiotherapie volgen.